# Fabio Frizzi
Fabio Frizzi (Bologna, Emilia-Romagna, Italija, 2. srpnja 1951.) talijanski je skladatelj, koji je često surađivao s filmskim redateljem Luciom Fulcijem.

## Filmografija
- Amore libero - Free Love
- Il cav. Costante Nicosia demoniaco ovvero: Dracula in Brianza[1]
- I quattro dell'apocalisse
- Vai gorilla
- Le avventure e gli amori di Scaramouche
- Blue Belle
- Sette note in nero
- Sella d'argento
- Amanti miei
- Zombi 2[2]
- Il contrabbandiere
- Paura nella città dei morti viventi[3]
- L'aldilà
- Manhattan Baby
- Assassinio al cimitero etrusco
- La gorilla
- Delitto in Formula Uno
- Blastfighter
- Shark - Rosso nell'oceano
- Delitto al Blue Gay
- Superfantagenio
- Un gatto nel cervello
- House of Forbidden Secrets

Finska pjevačica Taiska iskoristila je melodiju Frizzijeve skladbe Ibo lele za svoju najpoznatiju pjesmu Mombasu.

## Obitelj
Fabio Frizzi je brat TV-voditelja Fabrizija Frizzija.